# نوس
نوس (بالإنجليزية: NOS)‏ اختصارًا لـ Network Operating System التي تعني نظام التشغيل الشبكي هو نظام تشغيل يحتوي مكونات وبرامج تسمح لحاسب أن يخدم طلبات من حاسب آخر من أجل معطيات أو دعم الوصول إلى موارد أخرى كطابعة أو أنظمة ملفات وذلك بهدف وصلِ الحواسيب والأجهزة إلى شبكة منطقة محلية.
بعض أنظمة تشغيل الحواسيب بما فيها ويندوز، يونيكس وماك تحتوي خصائص وخدمات نظام التشغيل الشبكي.
مصطلح نظام التشغيل الشبكي محجوزٌ لنظام تشغيل كتب خصوصًا من أجل الشبكات والمحافظة على أمنها ويحقق ما يلي:
- يتحكّمُ بالشبكة وحركة سير رسائلها مثل الطرود وأرتالها
- يتحكم بالنفاذ بواسطة عدة مستخدمين إلى موارد الشبكة كالملفات
- يقدم توابع إدارة محددة بما فيها الأمن

## الخصائص
- إضافة، حذف، إدارة المستخدمين الذين يرغبون باستخدام الموارد على الشبكة
- حماية المعطيات والخدمات الموجودة على الشبكة

من الخصائص التي يمتلكها نظام التشغيل الشبكي
- الدعم الأساسي لمنافذ العتاد
- خصائص أمن مثل التحقق من الهوية، الصلاحية، تقييد الدخول والتحكم بالنفاذ
- النفاذ عن بعد
- إدارة النظام
- أدوات إدارة الشبكة والتحقق من الحسابات مع واجهات رسومية

## الخدمات
- السماح للمستخدمين بالوصول إلى المعطيات على الشبكة
- السماح للمستخدمين بالوصول إلى معطيات موجودة على شبكة أخرى مثل الإنترنت
- السماح للمستخدمين بالوصول إلى العتاد المتصل على بالشبكة مثل وحدات التخزين أو الطابعة

من الخدمات التي يوفرها نظام التشغيل الشبكي
- خدمات التعيين وخدمات الدليل
- خدمات النسخ الاحتياطي والنسخ المماثل
- تجميع المقدرات
- مجال الخطأ والإتاحة العالية

## أمثلة
- جونوس: يُستخدم في مسيرات ومبدلات من جونيبر نيتوركز (بالإنجليزية: Juniper Networks)‏
- نظام تشغيل الشبكات البينية: نظام تشغيل شبكي يملك تركيز على مقدرات العمل على الإنترنت لأجهزة الشبكة؛ ويُستخدم في مسيرات أنظمة سيسكو وبعض مبدلات الشبكة
- توزيعة برمجيات بيركلي: يُستخدم في العديد من مخدمات الشبكة
- نوفيل نت وار
- جنو/لينكس
- ويندوز سيرفر